# Parafia bł. Stefana Wyszyńskiego w Białej Podlaskiej
Parafia błogosławionego Stefana Wyszyńskiego w Białej Podlaskiej – parafia rzymskokatolicka w Białej Podlaskiej.
Została erygowana w dniu 6 stycznia 2023 roku przez biskupa Kazimierza Gurdę. Kaplica została wzniesiona dzięki staraniom księdza Andrzeja Cioka, poświęcił ją w dniu 19 marca 2023 roku wspomniany wyżej biskup.